# Dwie rywalki
Dwie rywalki (org. Дело было в Пенькове) – radziecki melodramat z 1957 roku w reż. Stanisława Rostockiego na motywach powieści Siergieja Antonowa z 1956 roku pt. Dieło było w Pieńkowie. 

## Opis fabuły
ZSRR lat 50. XX w. Do wsi Pieńkowo po kilkuletnim wyroku powraca traktorzysta Matwiej Morozow. Mieszkał on tam onegdaj wraz z żoną – piękną Łarisą, którą poślubił wbrew woli jej ojca – naczelnika kołchozu. Obydwoje żyli dostatnio i szczęśliwie, dopóki we wsi nie zjawiła się młoda agronom Tonia – absolwentka uczelni wyższej z Leningradu. Zaczyna ona we wsi „ukulturalaniać lud” – organizuje odczyty, wymusza budowę nowego domu kultury. Dość ładna kobieta z innego świata szybko zawraca w głowie Matwiejowi. Przystojny mężczyzna również nie pozostaje obojętny Toni. Nigdy nie dochodzi pomiędzy nimi do niczego poważnego, jednak ich wzajemna adoracja w końcu staje się przyczyną poważnego kryzysu w małżeństwie Matwieja i Łarisy. Ambitna Łarisa nie chce stracić Matwieja ani pozwolić na jakikolwiek romans. Za namową miejscowej staruchy, meliniary i wszędobylskiej plotkarki Alewtiny (która wcześniej nagłośniła we wsi rzekomy romans Matwieja i Toni) postanawia otruć Tonię za pomocą dostarczonych przez babę ziół. Pod pozorem pojednania zaprasza Tonię na herbatę i podaje jej truciznę, jednak w ostatniej chwili, powodowana skrupułami, wytrąca jej filiżankę z rąk. Będąc w ciąży znajduje się w coraz trudniejszej sytuacji psychicznej. Matwiej dowiadując się o brzemiennym stanie małżonki zapewnia ją o swojej miłości, a ta wyznaje mu o próbie otrucia oraz z czyjej inspiracji to uczyniła. Wzburzony Matwiej udaje się do chałupy Alewtiny i na własną rękę wymierza jej sprawiedliwość – na kilka dni zamyka ją w piwnicy jej domu. Za czyn ten otrzymuje wspomniany kilkuletni wyrok. Po powrocie, w Pieńkowie czeka na niego ukochana Łarisa z małym synkiem.  

## Główne role
- Wiaczesław Tichonow – Matwiej
- Swietłana Drużynina – Łarisa
- Majia Mienglet – Tonia
- Władimir Ratomski – ojciec Łarisy
- Walentina Pietrowna – Alewtina
- Anatolij Kubacki – Gleczikow
- Jurij Miedwiediew – Ziefirow
- Aleksandra Charitonowa – Szuroczka
- Jurij Martynow – Lonia

i inni.